# Janez Ehrlich
Janez Ehrlich [êrlih], slovenski rimskokatoliški duhovnik, jezuit in misijonar, * 27. maj 1910, Žabnice, † 19. januar 1978, Kalkuta, Indija.

## Življenje in delo
Bil je najstarejši med petimi otroki, ki so se rodili v družini kmeta posestnika in trgovca z lesom Albina Ehrlicha. Mati je bila kmetica Frida (rojena Achatz). Šolal se je v Celovcu, Ljubljani in Genovi. Leta 1930 je v Gorici vstopil v Družbo Jezusovo in tam opravil tudi noviciat. V letih 1932−1935 je v Pullachu študiral filozofijo in 1935 postal prefekt malega semenišča v Travniku v Bosni, 1936–1937 je v Ljubljani pomagal v uredništvu in upravi lista Glasnik Srca Jezusovega. 7. oktobra 1937 je odšel v Indijo. Med študijem bogoslovja je v Kurseonegu pomagal patru Sedeju in se učil bengalščine. Znal je 8 jezikov. V mašnika je bil posvečen 21. novembra 1941. Ker je imel italijansko državljanstvo so ga Angleži med drugo svetovno vojno za leto in pol zaprli v koncentracijsko taborišče. Izpustili so ga, ko mu je v Londonu vlada Kraljevine Jugoslavije podelila jugoslovansko državljanstvo.
Ehrlich je deloval predvsem na misijonskih postajah: Basanti, Marapaj, Khari in Raghabpur. Zaradi znanja so mu predstojniki kmalu dodelili odgovornejše naloge: v Rančiju je 7 let vodil računovodstvo v katoliški tiskarni in tehniško šolo, nato je bil Kolkati privincialov tajnik in računovodja pri tedniku The Harald. Od 1962 je v kolegiju sv. Frančiška Ksaverskega v Kolkati vodil univerzitetno in redovno knjižnico ter bil duhovnik v domu za ostarele. Tam ga je med mašo zadela kap. Umrl je v bolnišnici teden dni kasneje. Napisal je dva članka: Indijski jeziki (Misijonski koledar, 1940) in Spomini, Katoliški misijoni (Katoliški misijonar, 1977).